# Бранешти (Горж)
Бранешти (рум. Brăneşti) насеље је у Румунији у округу Горж у општини Бранешти. Oпштина се налази на надморској висини од 171 m.

## Становништво
Према подацима из 2002. године у насељу је живело 2546 становника, од којих су сви румунске националности.

### Хронологија
| Година       | 1992 | 1993 | 1994 | 1995 | 1996 | 1997 | 1998 | 1999 | 2000 | 2001 | 2002 | 2003 | 2004 | 2005 | 2006 | 2007 | 2008 | 2009 | 2010 | 2011 | 2012 | 2013 | 2014 | 2015 | 2016 | 2017 |
| ------------ | ---- | ---- | ---- | ---- | ---- | ---- | ---- | ---- | ---- | ---- | ---- | ---- | ---- | ---- | ---- | ---- | ---- | ---- | ---- | ---- | ---- | ---- | ---- | ---- | ---- | ---- |
| Становништво | 2672 | 2655 | 2647 | 2600 | 2550 | 2511 | 2512 | 2457 | 2465 | 2467 | 2443 | 2415 | 2399 | 2377 | 2368 | 2375 | 2360 | 2344 | 2343 | 2370 | 2381 | 2364 | 2320 | 2311 | 2322 | 2303 |